# ناوچه سبک کلاس لاکسامانا
ناوچه سبک کلاس لاکسامانا چهار فروند ناوچه سبک موشک‌انداز نیروی دریایی مالزی است. ۶ فروند از این کشتی‌ها با نام ناوچه سبک کلاس اسد در اصل به سفارش سال ۱۹۸۱ عراق در ایتالیا ساخته شدند اما به دلیل تحریم اقتصادی عراق در پی اشغال کویت هیچیک از آنها به این کشور تحویل داده نشد. چهار فروند از ناوچه‌هایی که برای عراق ساخته شده بودند، در سال ۱۹۹۵ به مالزی فروخته شدند و به لاکسامانا تغییر نام دادند.
کشتی‌های این کلاس در حالت بارگیری کامل ۶۷۵ تن وزن، ۵۶ نفر پرسنل، حداکثر سرعت ۶۷ کیلومتر بر ساعت و ۶۲ متر طول دارند و به ۶ پرتابگر موشک ضدکشتی دوربرد اتومات، ۱۲ پرتابگر موشک سطح‌به هوای سلنیا آسپید، یک توپ مسلسل ۷۶ م‌م اتوبردا و ۶ اژدرانداز ۳۲۴ م‌م مسلح هستند.